# Creedia bilineata
Creedia bilineata és una espècie de peix de la família dels creédids i de l'ordre dels perciformes.

## Etimologia
Creedia prové del grec kreesi, kreas (algú que rep o guarda carn), mentre que bilineata fa referència a les dues ratlles que té al cos.

## Descripció
El cos, semblant al d'una anguila, fa 3,2 cm de llargària màxima i presenta dues ratlles de color marró groguenc. 15-16 radis tous a l'aleta dorsal, 17-18 a l'anal i 10-11 a les pectorals. Aletes pelvianes amb 1 espina i 3 radis tous. 42 vèrtebres. Línia lateral no interrompuda i amb 45 escates. 7 branquiespines.

## Hàbitat i distribució geogràfica
És un peix marí, demersal (entre 3 i 5 m de fondària) i de clima subtropical, el qual viu al Pacífic nord-occidental: els fons sorrencs del Japó, incloent-hi les illes Ryukyu.

## Observacions
És inofensiu per als humans i el seu índex de vulnerabilitat és baix (10 de 100).